# Dekanat Mrągowo II
Dekanat Mrągowo II – jeden z 33 dekanatów w rzymskokatolickiej archidiecezji warmińskiej.

## Parafie
W skład dekanatu wchodzi 6 parafii:
- parafia bł. Teresy Ledóchowskiej – Grabowo
- parafia bł. Honorata Koźmińskiego – Mrągowo
- parafia Matki Bożej Saletyńskiej – Mrągowo
- parafia św. Pio z Pietrelciny – Mrągowo
- parafia św. Bonifacego – Rybno
- parafia św. Brata Alberta – Sorkwity

## Sąsiednie dekanaty
Biskupiec Reszelski, Mrągowo I, Pasym